# Zbigniew Matula

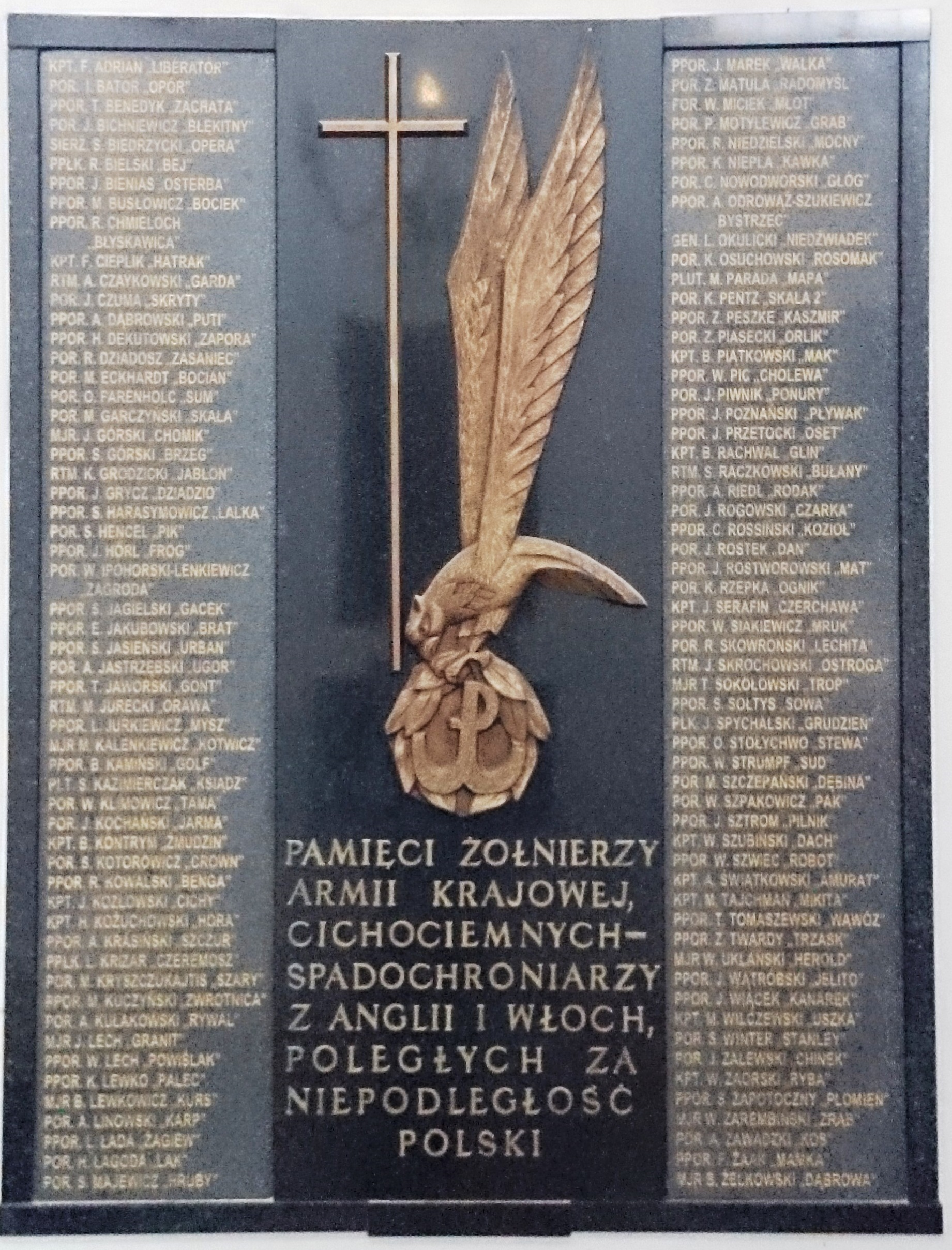
Tablica w kościele św. Jacka w Warszawie, upamiętniająca poległych cichociemnych, w tym Zbigniewa Matuli

Zbigniew Mieczysław Marian Andrzej Matula ps. „Radomyśl” (ur. 26 lutego 1917 w Radomyślu, zm. 31 października 1944 w Słonej) – polski wojskowy, cichociemny, porucznik Armii Krajowej, dowódca samodzielnego plutonu w batalionie „Barbara” 16 pułku piechoty AK, uczestnik walk partyzanckich na Pogórzu Ciężkowickim. Poległ w akcji, osłaniając odwrót swego oddziału.

## Życiorys
Zbigniew Matula był synem Eugeniusza oraz Jadwigi z Tomaszewskich. Ukończył szkołę powszechną w Radomyślu, egzamin dojrzałości złożył w 1936 roku. Rok później wstąpił do Szkoły Podchorążych Rezerwy Piechoty przy 20 pułku piechoty Ziemi Krakowskiej, w 1939 roku ukończył Szkołę Podchorążych Piechoty w Ostrowi-Komorowie. Podczas kampanii wrześniowej był żołnierzem Ośrodka Zapasowego 77 pułku piechoty, uczestniczył między innymi w walkach w rejonie Grodna. 23 września przekroczył granicę z Litwą i został internowany. Przebywał w obozach w Olicie, Birsztanach oraz Kalwarii.
Po zajęciu Litwy przez wojska radzieckie został wywieziony do obozu w Kozielsku, do 1 września 1941 roku przebywał w obozie jenieckim NKWD w Griazowcu. Zwolniony na mocy układu Sikorski-Majski, wstąpił do Armii Andersa. Został mianowany dowódcą plutonu oraz awansowany do stopnia plutonowego podchorążego a od 11 grudnia 1941 roku podporucznika. Po opuszczeniu Związku Radzieckiego służył w Iraku i Palestynie.
Zgłosił się do służby na terenie kraju. Po odbyciu przeszkolenia dla cichociemnych w Wielkiej Brytanii 10 października 1943 roku awansował do stopnia porucznika a 15 grudnia tegoż roku został zaprzysiężony. Skok wykonał w nocy z 24 na 25 maja 1944 roku, w trakcie operacji „Weller”, w okolicy Bochni.
Po aklimatyzacji został przydzielony do Inspektoratu Rejonowego Tarnów Armii Krajowej. 1 sierpnia został dowódcą 2 plutonu 4 kompanii „Ewa” I batalionu „Barbara” w składzie 16 pułku piechoty AK Ziemi Tarnowskiej. Uczestniczył w walkach partyzanckich na terenie Pogórza Ciężkowickiego, wyróżnił się między innymi w największej bitwie batalionu „Barbara”, pod Jamną 25 września 1944 roku. Po częściowej demobilizacji i rozformowaniu batalionu 22 października został dowódcą samodzielnego plutonu partyzanckiego „Radomyśl”, którego stan na 30 października wynosił 23 żołnierzy.
31 października 1944 roku żołnierze plutonu „Radomyśl” zostali wskutek zdrady otoczeni na swojej kwaterze we wsi Słona w pobliżu Zakliczyna przez żandarmerię niemiecką. Zbigniew Matula wydał podkomendnym rozkaz rozproszenia się i wycofywania w stronę lasu, samemu osłaniając ich odwrót. Zginął w akcji, wraz z nim poległo jeszcze trzech żołnierzy, czworo kolejnych, w tym kobieta-łączniczka, dostało się do niewoli. W 1956 roku jego szczątki zostały ekshumowane i ponownie pochowane na cmentarzu w Zbylitowskiej Górze. Na miejscu śmierci we wsi Słona odsłonięto 8 października 1978 roku pomnik, odbudowany w 2004 roku staraniem weteranów Batalionu „Barbara”. W Radomyślu Wielkim, w ścianie domu rodzinnego Zbigniewa Matuli, wmurowano tablicę pamiątkową.

## Odznaczenia
- Krzyż Walecznych – czterokrotnie
- Srebrny Krzyż Zasługi z Mieczami.

## Upamiętnienie
W lewej nawie kościoła św. Jacka przy ul. Freta w Warszawie odsłonięto w 1980 roku tablicę Pamięci żołnierzy Armii Krajowej, cichociemnych – spadochroniarzy z Anglii i Włoch, poległych za niepodległość Polski. Wśród wymienionych 110 poległych cichociemnych jest Zbigniew Matula.